# 成川哲夫
成川 哲夫（なりかわ てつお、1944年4月15日 - 2010年1月1日）は、日本の元俳優。国際空手道連盟玄制流成道会前会長（創師）。本名同じ。別名伍代 勝也、伍代 達弘。妻は元女優で、成道会会長の成川昭子（旧姓：関口）。
東京都千代田区飯田橋出身。法政大学第二高等学校卒業、法政大学経済学部中退。

## 来歴・人物
父親は不二家の調理部で、フランス料理のコック長であった。1歳のころに東京都日野市に引っ越すが、父親の通勤に不便なため、小学4年時に狛江市に転居。
法政大学在学中より東映演技研修所に入り、1967年3月、『悪魔くん』（NET）第22話ほか数本の作品にテスト出演。同年、第8期東宝ニュータレントに合格し、数本の舞台出演を経て1968年放送の『東京バイパス指令』（日本テレビ）で正式にデビューした。
1969年半ばに東宝を退社し、さち子プロに移籍。『柔道一直線』（TBS）へのゲスト出演などを経て、1971年より放映が開始された特撮テレビ番組『宇宙猿人ゴリ』（後に『宇宙猿人ゴリ対スペクトルマン』『スペクトルマン』と改題）（フジテレビ）で主役の蒲生譲二（スペクトルマンの変身前）役に起用された。同番組は裏番組『巨人の星』（よみうりテレビ）を視聴率で上回る人気番組となり、成川の俳優時代の代表作ともなった。同番組出演中の1971年5月、第8期東宝ニューフェイスの同期だった関口昭子と結婚。
『スペクトルマン』の放映終了後、1970年代中盤に佐野プロダクションに移籍。この間、伍代 勝也（五代 勝也は誤植）、伍代 達弘の芸名を使用した。およそ3年でさち子プロに復帰し、芸名を「成川哲夫」に戻す。
再改名後も『噂の刑事トミーとマツ』（TBS）にレギュラー出演するなど活躍したが、1982年、1960年代より師事していた空手の師範が交通事故のため逝去。後に指導者として道場を引き継ぐ形となったが、道場が分裂したため国際空手道連盟玄制流成道会を1983年に発足。同年、空手に専念するため芸能界を引退。
その後は成道会の会長・師範として尽力した。
1991年、当時17歳の長男をオートバイ事故で亡くし、長女は成道会の指導員として活動している。
2010年1月1日午前8時3分、肺がんのため東京都中央区の病院で死去。65歳没。

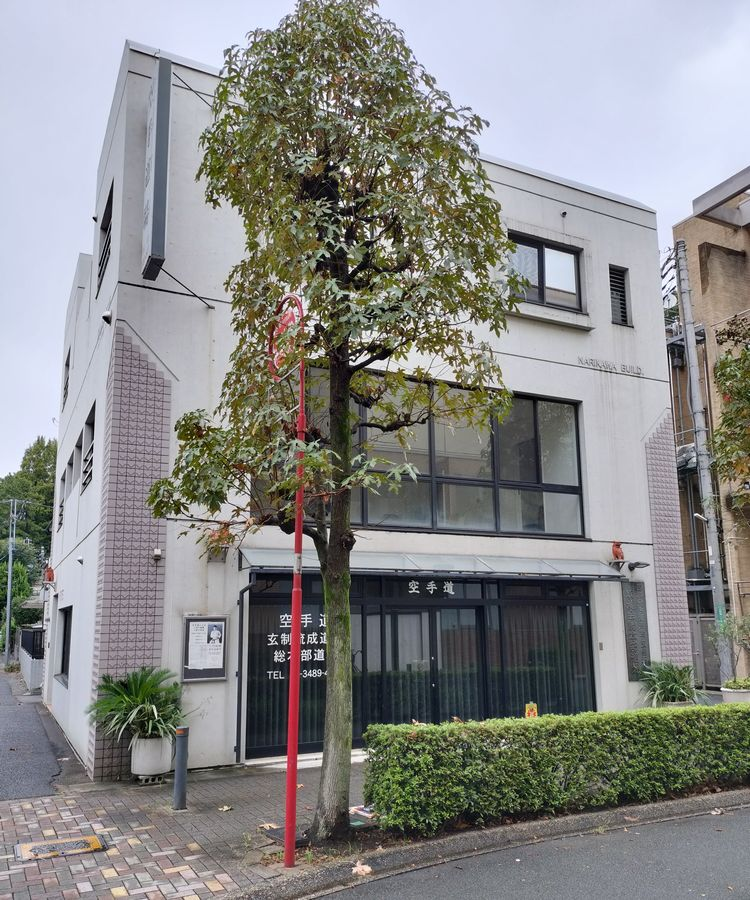
狛江駅そばに建つ成川ビル。成道会の道場がある。

## エピソード
『宇宙猿人ゴリ』に出演が決定した当時、『打ち込め! 青春』にレギュラー出演していたが、スケジュールの関係で数本のみで降板している。
夫人となった関口昭子とはニューフェイス時代から交際していたが、アテンションプリーズにレギュラー出演していた関口が、『アテンションプリーズ』終了後に森繁久彌主演の舞台で地方巡業するなど、結婚を延期せざるを得ない状況になり、東宝側より慰留の言葉があったものの、1971年5月に披露宴を挙げている。
『スペクトルマン』で共演した大平透は、成川について礼儀正しく清潔感があり、好青年そのものであったと語っている。

## 出演

### テレビドラマ
- 悪魔くん 第22話「呪いの森の魔女」（1967年、NET） - ハイカー
- 東京バイパス指令（1968年 - 1969年、NTV） - 並木刑事 ※第1話 - 第26話まで出演
- プレイガール 第60話「女の火遊び」（1970年、12CH）
- 柔道一直線（1970年、TBS） - 金丸
  - 第57話「大技・陸奥のハリケーン」
  - 第58話「激突! 泣くなミキッペ」
  - 第66話「大噴火投げにアタック」
- 打ち込め! 青春（1971年、NET） - 山西五郎
- スペクトルマン（1971年 - 1972年、CX） - 主演・蒲生譲二 / スペクトルマン
- 快傑ライオン丸 （1972年、CX）- 蒲生城太郎
  - 第3話「魔の森 わくらんば」
  - 第5話「地獄から来た死神オボ」
- 仮面ライダー 第63話「怪人サイギャング 死のオートレース」（1972年、MBS） - 勝丸功
- 赤い靴（1972年 - 1973年、TBS） - 公彦
- ロボット刑事 第25話「兇悪ガトリングマンのバドービールス作戦!!」（1973年、CX）- 青井刑事
- 伝七捕物帳 第20話「死を呼ぶ邪剣」（1973年、NTV）- 三崎の才蔵
- 走れ!ケー100 （1973年、TBS）- コウタロウ
  - 第27話「機関車は櫓で行くギッチラコ」
  - 第36話「ペテン師騒動」
- 特別機動捜査隊（NET）
  - 第614話「死刑囚のプレゼント」（1973年） - 敏哉
  - 第619話「南国慕情」（1973年） - 伸男
  - 第620話「ある恐怖の記録 やさしい女」（1973年） - 新治
  - 第624話「恐怖のハネムーン 」（1973年）- 事務長
  - 第763話「逆光線の女」（1976年） - 多羅屋淳一
- ウルトラマンレオ 第36話「飛べ! レオ兄弟 宇宙基地を救え!」（1974年、TBS） - 内田三郎
- 傷だらけの天使 第20話「兄妹に十日町小唄を」（1975年、東宝 / NTV）
- ザ★ゴリラ7 第1話「武装強盗団」（1975年、NET）
- 刑事くん 第3部 第24話「愛の巣を見つけた」（1975年、TBS）
- 欲望の河（1976年、THK）
- ポーラテレビ小説 / 夫婦ようそろ（1978年、TBS）- 島田
- がんばれ!レッドビッキーズ（1978年、東映 / ANB）- ハンマーズ監督
  - 第27話「キャプテンは誰れに」
  - 第43話「おやじ大戦争」
- 特捜最前線（東映 / ANB）
  - 第91話「交番ジャック・4人だけの忘年会!」（1978年）- 警官
  - 第120話「保険金殺人・華麗なるダイビング!」（1979年）
  - 第223話「ピラニアを飼う女たち!」（1981年）
- 大河ドラマ / 黄金の日日 第50話「関ヶ原」（1978年、NHK） - 池田輝政
- 半七捕物帳 第19話「湯屋の二階」（1979年、ANB）
- 明日の刑事 第69話「あの胸にもういちど 田島刑事殉職」（1979年、TBS）
- 噂の刑事トミーとマツ（大映テレビ / TBS）- 東刑事
  - 第1シリーズ（1979年 - 1981年）
  - 第2シリーズ（1982年）
- ザ・ハングマン 第31話「サギ師野郎 危ない綱渡り」（1980年、ABC） - 山室
- 秘密のデカちゃん 第12話「憧れの新婚旅行 そうは問屋が…?」（1981年、大映テレビ / TBS） - ホテルマネージャー
- 闇を斬れ 第10話「三つの命を持つ男」（1981年、KTV） - 佐伯
- 新・必殺仕事人 第17話「主水心中にせんりつする」（1981年、ABC） - 望月
- 文吾捕物帳 第7話「めばるが泣いた女風呂」（1981年、ANB）
- 時代劇スペシャル / 新吾十番勝負 第二話（1982年、CX）

### 映画
- 柔の星（1970年、東宝） - 田波俊介
- 道（1984年） ※人権啓発映画

### 吹き替え
- 刑事コロンボ 「闘牛士の栄光」- カルロス（ホルヘ・リベロ）、※「伍代達弘」名義

## 著書
- 『ピー・プロ70'sヒーロー列伝 (1) スペクトルマン』ソニー・マガジンズ、1999年12月1日。ISBN 4-7897-1443-8。